# Хармсторф
Хармсторф (нем. Harmstorf) — община в Германии, в земле Нижняя Саксония.
Входит в состав района Харбург. Подчиняется управлению Естебург. Население составляет 916 человек (на 31 декабря 2010 года). Занимает площадь 5,97 км².